# Brasão de armas das Ilhas Malvinas

Brasão colonial britânico, oficial das ilhas

Brasão, segundo o governo argentino.

O actual Brasão de armas das Ilhas Malvinas (Falkland) foi adoptado pelo Reino Unido em 29 de Setembro de 1948.
O barco simboliza o Desire, navio inglês com o qual foram descobertas essas ilhas. O lema, "Desire the right" (Desejo o direito), também é uma alusão ao nome do navio. A ovelha simboliza a principal atividade econômica das ilhas, que é a criação de gado ovino.
Segundo o governo argentino, que considera as ilhas como parte do território argentino, o brasão das ilhas é o mesmo da província da Terra do Fogo.